# Nadejda Khvochtchinskaïa
Ne doit pas être confondue avec l'écrivain Vsevolod Krestovski
Nadejda Dmitrievna Khvochtchinskaïa (en russe : Надежда Дмитриевна Хвощинская) est une écrivaine russe née le 20 mai 1822 (1er juin dans le calendrier grégorien) dans le gouvernement de Riazan et morte le 8 juin 1889 (20 juin dans le calendrier grégorien) à Peterhof.
Connue surtout sous le pseudonyme de V. Krestovski (В. Крестовский), elle est l'auteur de romans et de poésies. Elle fut également critique littéraire et traduisit plusieurs auteurs italiens et français, parmi lesquels George Sand.
Victor Derély traduisit en français Madame Ridnieff (Риднева) et Vériaguine (Верягин), parus respectivement en 1883 et 1888.